# Neoechinorhynchus curemai
Neoechinorhynchus curemai är en hakmaskart som beskrevs av Francisco Noronha 1973. Neoechinorhynchus curemai ingår i släktet Neoechinorhynchus och familjen Neoechinorhynchidae. Inga underarter finns listade i Catalogue of Life.